# Hvozdná
Hvozdná (deutsch Hwozdna, 1939–1945 Tiefenwald) ist eine Gemeinde in Tschechien. Sie liegt sieben Kilometer nordöstlich von Zlín und gehört zum Okres Zlín.

## Geographie
Hvozdná befindet sich in den südlichen Ausläufern der Hosteiner Berge am Übergang zur Freistadtler Senke (Fryštácká brázda) und dem Wisowitzer Bergland. Das Dorf erstreckt sich im Tal eines Quellbaches des Hvozdenský potok. Nördlich erhebt sich der Hügel Osmek (342 m). Am südwestlichen Ortsausgang liegt der Teich Argalaška, gegen Nordosten der Stauweiher Ostrata.
Nachbarorte sind Velíková und Ostrata im Norden, Hrobice und Březová im Nordosten, Vratišov und Slušovice im Osten, Veselá und Klečůvka im Südosten, Lípa und Lužkovice im Süden, Juré, Výpusta, Příluky und Štákovy Paseky im Südwesten, Zlínské Paseky und Kocanda im Westen sowie Kostelec, Žleby und Štípa im Nordwesten.

## Geschichte
Erste Hinweise über eine Besiedlung am Bach Korábek stammen aus dem Jahre 1413, als nach dem Tode von Georg von Sternberg dessen minderjähriger Sohn Albert die Herrschaft Lukov erbte. Es wird angenommen, dass die Bewohner wenig später ihre Siedlung am Korábek aufgaben und eine neue auf dem Gebiet von Hvozdná anlegten. Die erste schriftliche Erwähnung des Dorfes Hwozdna erfolgte 1425 im Zuge der Fehde um eine Hälfte der Herrschaft Lukov zwischen den Brüdern Albert und Lacek von Sternberg auf Lukov mit ihrem Vetter Albert von Sternberg auf Holešov, die durch einen Zweikampf von Recken entschieden werden sollte. Der für die Lukover Seite antretende Kämpfer war ein Hüne aus Hwozdna, er unterlag jedoch seinem aus Prusovice stammenden Gegner. Im Jahre 1438 wurde Hwodzna in der Olmützer Landtafel in einer Schenkungsurkunde Alberts von Sternberg auf Lukov genannt. Eine weitere Erwähnung in der Landtafel erfolgte 1446; sie galt bis zum Ende des 20. Jahrhunderts als die älteste und wurde 1996 zum Anlass einer 550-Jahr-Feier genommen. 1480 wurde in Hwodzna eine Pfarre eingerichtet, zuvor war das Dorf nach Fryšták gepfarrt. Ludmila von Sternberg überschrieb 1516 in der Landtafel Hwodzna und weitere Güter an Wilhelm Kuna von Kunstadt. Später erwarben die Nekesch von Landek die Güter. Lukrezia von Witschkow, geborene Nekesch von Landek, die 1607 die Herrschaft geerbt hatte, heiratete 1609 Albrecht von Waldstein. Dieser versuchte vergeblich seine Untertanen zu rekatholisieren. 1625 trat Waldstein Lukov mit allem Zubehör an den Kaiser ab, der die Herrschaft an Stephan Schmidt von Freihofen übergab. Von diesem erwarben 1628 die Minkwitz von Minkwitzburg die inzwischen stark verschuldete Herrschaft, dabei wurden die ersten Grundbücher angelegt. Während des Dreißigjährigen Krieges verödete das Dorf. Noch 1667 lagen 13 der 23 Anwesen von Hwodzna wüst. 1710 erfolgte der Verkauf der Herrschaft Lukov an die Herren von Rottal. Bis zur Mitte des 19. Jahrhunderts blieb das Dorf immer nach Lukov untertänig.
Nach der Aufhebung der Patrimonialherrschaften bildete Hwodzna ab 1850 eine Gemeinde in der Bezirkshauptmannschaft Uherský Brod. In den Jahren zwischen 1850 und 1914 wanderten zahlreiche Einwohner nach Amerika aus. Ab 1855 gehörte die Gemeinde zum Bezirk Vizovice und ab 1868 zum Bezirk Holešov. Seit 1872 wird der heutige Ortsname Hvodzná verwendet. Im Jahre 1896 wurde die Schule errichtet. 1935 wurde Hvodzná dem neuen Bezirk Zlín zugeordnet. In den 1920er Jahren entstand das Laienspieltheater „Kroužek“, das 1929 ein eigenes Gebäude errichtete. Während der deutschen Besetzung erhielt die Gemeinde den eingedeutschten Namen Tiefenwald. Ab 1950 gehörte Hvodzná zum Okres Gottwaldov-okolí und ab 1960 wieder zum Okres Gottwaldov, der nach der politischen Wende seit 1990 wieder den Namen Okres Zlín trägt. Hvodzná führt ein Wappen und Banner. Im Jahre 2010 wurde Hvozdná Sieger des Wettbewerbes Dorf des Jahres im Zlínský kraj.

## Ortsgliederung
Für die Gemeinde Hvozdná sind keine Ortsteile ausgewiesen.

## Gemeindepartnerschaften
- East Bernard, Texas (2006); in der Stadt besteht eine starke tschechische Gemeinde, die ihren Ursprung in der Region hat.

## Sehenswürdigkeiten
- Pfarrkirche Allerheiligen, erbaut 1748
- Kapelle Mariä Sieben Schmerzen auf dem Osmek, errichtet 1870, Kulturdenkmal
- Hölzernes Kreuz am Straßenkreuz am Osmek, Kulturdenkmal, es befand sich ursprünglich auf dem ehemaligen Friedhof
- Steinernes Sühnekreuz am Osmek, das in Form eines Doppelkreuzes gestaltete Kreuz wurde zum Kulturdenkmal erklärt.
- Freiheitsdenkmal, die einen kettenzerreißenden Löwen darstellende Skulptur wurde zwischen 1918 und 1919 geschaffen. Um sie herum stehen die Freiheitslinde, die Masaryk-Linde und die Wilson-Linde.
- Gedenkstein anlässlich der 550-Jahr-Feier des Dorfes, errichtet 1996
- Gedenkstein an den Walachischen Aufstand, errichtet 2004 anlässlich der Hinrichtung der Anführer vor 360 Jahren
- Stauweiher Argalaška, auch Hvozdenský rybník; er wurde nach dem Dürrejahr 1947 zwischen 1948 und 1954 am Hvozdenský potok als Bewässerungsreservoir angelegt und dient heute auch der Fischzucht und als Erholungsgebiet
- Gebäude des Theaters Kroužek, errichtet 1929
- Stauweiher Ostrata, Erholungsgebiet
- Walachische Galerie Josef Hvozdenský, im Gebäude des Gemeindeamtes
- Windmühle, an der Straße nach Štípa

## Söhne und Töchter der Gemeinde
- Zikmund Skyba (1909–1957), Schriftsteller, Übersetzer und Journalist
- Josef Hvozdenský (1932–2009), Maler und Medailleur